# 欧库尔-穆莱讷
欧库尔-穆莱讷（法語：Haucourt-Moulaine，法語發音：[okuʁ mulɛn]）是法国默尔特-摩泽尔省的一个市镇，位于该省北部，属于布里埃区。该市镇由欧库尔（Haucourt）和穆莱讷（Moulaine）等村庄组成。

## 地理
欧库尔-穆莱讷（49°29'23"N, 5°48'23"E）面积7.42 平方千米，位于法国大東部大區默尔特-摩泽尔省，该省份为法国东北部内陆省份，是洛林的一部分，北邻比利时、卢森堡，北起顺时针与摩泽尔省、下莱茵省、孚日省和默兹省接壤。
与欧库尔-穆莱讷接壤的市镇（或旧市镇、城区）包括：舍尼耶尔、埃尔瑟朗日、于西尼-戈德布朗日、梅克西、维莱拉蒙塔涅。

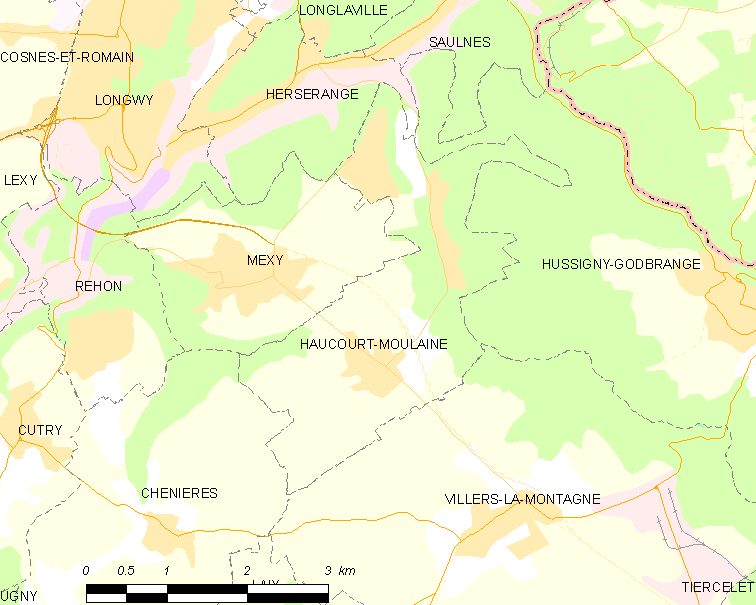
欧库尔-穆莱讷的OSM定位图

欧库尔-穆莱讷的时区为UTC+01:00、UTC+02:00（夏令时）。

## 行政
欧库尔-穆莱讷的邮政编码为54860，INSEE市镇编码为54254。

## 政治
欧库尔-穆莱讷所属的省级选区为隆维县。

## 人口

1962-2008年间欧库尔-穆莱讷人口变化图示

欧库尔-穆莱讷于2022年1月1日时的人口数量为3483人。